# باران گرگ
باران گرگ یا ولفز رین (به ژاپنی: ウルフズレイン Urufuzu Rein) یک مجموعه تلویزیونی انیمه ژاپنی به نویسندگی کیکو نوبوموتو و کارگردانی تنسای اوکامورا است که توسط استودیوی بونز از ۶ ژانویه ۲۰۰۳ تا ۲۹ ژوئیه همان سال منتشر گردید. داستان دربارهٔ چهار گرگ تنها است که توسط یک گل در جستجوی رسیدن به بهشت هستند.
ولفز رین متشکل از ۲۶ قسمت بعلاوه ۴ قسمت اووی‌ای است که در اصل از شبکهٔ فوجی تلویژن در ژاپن پخش شد. یک سری مانگا کوتاه نیز بر پایه نسخه انیمه و به تعداد دو جلد تانکوبون به نویسندگی کیکو نوبوموتو و طراحی توشیتسوگو لیدا دستمایه اقتباس قرار گرفت. نسخه مانگا زمانی که مجموعه در حال پخش بود به چاپ می‌رسید، به عبارت دیگر در عوض یک اقتباس صریح، به بازنویسی داستان می‌پرداخت. نسخه مانگا در اصل توسط انتشارات کودانشا در ماهنامه مجله زی از ژوئیه ۲۰۰۳ تا فوریه ۲۰۰۴ منتشر می‌شد.